# Lijst van afleveringen van Ned's SurvivalGids
Dit artikel bevat een complete lijst van afleveringen van de Amerikaanse televisieserie Ned's SurvivalGids: Hoe houd ik de middelbare school vol?.

## Seizoen 1: 2004-2005
| Aflevering (seizoen) | Aflevering (serie) | Titel                              | Titel                                    | Premièredatum      | productie code |
| -------------------- | ------------------ | ---------------------------------- | ---------------------------------------- | ------------------ | -------------- |
| 1                    | 1                  | De Eerste Dag / Kluisjes (Pilot)   | Guide to: The First Day and Lockers      | 7 september, 2004  | 101            |
| 2                    | 2                  | WC's / Projectpartners             | Guide to: Bathrooms and Project Partners | 19 september, 2004 | 102            |
| 3                    | 3                  | Nablijven / Leraren                | Guide to: Detentions and Teachers        | 26 september, 2004 | 103            |
| 4                    | 4                  | Zitplaatsen / Sportteams           | Guide to: Seating and Tryouts            | 3 oktober, 2004    | 104            |
| 5                    | 5                  | Verliefd Zijn / Schoolfeestjes     | Guide to: Crushes and Dances             | 10 oktober, 2004   | 105            |
| 6                    | 6                  | Ziek Zijn / Spelwedstrijden        | Guide to: Sick Days and Spelling Bees    | 17 oktober, 2004   | 106            |
| 7                    | 7                  | Geruchten / Schoolfoto's           | Guide to: Rumors and Photo Day           | 7 november, 2004   | 107            |
| 8                    | 8                  | Talentenshows / Verkiezingen       | Guide to: Elections and Talent Show      | 28 november, 2004  | 108            |
| 9                    | 9                  | Computerlabs / Rugzakken           | Guide to: Computer Lab and Backpacks     | 2 januari 2005     | 109            |
| 10                   | 10                 | Briefjes / Beste Vrienden          | Guide to: Notes & Best Friends           | 9 januari, 2005    | 110            |
| 11                   | 11                 | Dagdromen / Gym                    | Guide to: Day Dreaming and Gym           | 5 februari, 2005   | 111            |
| 12                   | 12                 | Spieken / Pesten                   | Guide to: Cheaters and Bullies           | 12 februari, 2005  | 112            |
| 13                   | 13                 | Rampoefeningen / Wachten Op De Bus | Guide to: Emergency Drills and Late Bus  | 18 februari, 2005  | 113            |

## Seizoen 2: 2005-2006
| Aflevering (seizoen) | Aflevering (serie) | Titel                                          | Titel                                                | Premièredatum     | productie code |
| -------------------- | ------------------ | ---------------------------------------------- | ---------------------------------------------------- | ----------------- | -------------- |
| 1                    | 14                 | Een nieuw schooljaar / Keuzevakken             | Guide to: The New Semester and Electives             | 1 oktober, 2005   | 201            |
| 2                    | 15                 | Pep rally / Lunchpauze                         | Guide to: Pep rallies and Lunch                      | 8 oktober, 2005   | 202            |
| 3                    | 16                 | School Clubs / Video Project                   | Guide to: School Clubs and Video Projects            | 15 oktober, 2005  | 203            |
| 4                    | 17                 | Schriften / Wiskunde                           | Guide to: Notebooks and Math                         | 22 oktober, 2005  | 204            |
| 5                    | 18                 | Vicedirecteuren / Maandagen                    | Guide to: Vice principals and Mondays                | 5 november, 2005  | 205            |
| 6                    | 19                 | Je lichaam / Uitstellen                        | Guide to: Your Body and Procrastination              | 12 november, 2005 | 206            |
| 7                    | 20                 | Ranzige biologie snijles / Bovenbouwers        | Guide to: Gross Biology Dissection and Upperclassmen | 19 november, 2005 | 207            |
| 8                    | 21                 | Uitdagingen / Slechte gewoontes                | Guide to: Dares and Bad Habits                       | 14 januari, 2006  | 208            |
| 9                    | 22                 | Invallers / De nieuwe                          | Guide to: Substitute Teachers and The New Kid        | 21 januari, 2006  | 209            |
| 10                   | 23                 | Valentijnsdag / Schoolwebsites                 | Guide to: Valentine's Day and School Websites        | 11 februari, 2006 | 210            |
| 11                   | 24                 | Verlegenheid / Bijnamen                        | Guide to: Nicknames and Shyness                      | 25 februari, 2006 | 211            |
| 12                   | 25                 | Iemand mee uit vragen / Recyclen               | Guide to: Asking someone out and Recycling           | 18 maart, 2006    | 212            |
| 13                   | 26                 | 1 April / Smoesjes                             | Guide to: April Fools' Day and Excuses               | 1 april, 2006     | 213            |
| 14                   | 27                 | Geheimen / Schoolwasstraat                     | Guide to: Secrets and School Car Wash                | 8 april, 2006     | 214            |
| 15                   | 28                 | Zottenweek / Kleding                           | Guide to: Spirit Week and Clothes                    | 22 april, 2006    | 215            |
| 16                   | 29                 | Het jaarboek / Carrièredag                     | Guide to: Yearbook and Career week                   | 29 april, 2006    | 216            |
| 17                   | 30                 | Muziekles / Schoolclown                        | Guide to: Music Class and Class Clown                | 6 mei, 2006       | 217            |
| 18                   | 31                 | Falen / Bijles                                 | Guide to: Failing and Tutors                         | 13 mei, 2006      | 218            |
| 19                   | 32                 | Wetenschapsdag / Huiswerkklas                  | Guide to: Science Fair and Study Hall                | 27 mei, 2006      | 219            |
| 20                   | 33                 | Een date met z’n vieren / De laatste schooldag | Guide to: Double Dating and The Last Day of School   | 3 juni, 2006      | 220            |

## Seizoen 3: 2006-2007
| Aflevering (seizoen) | Aflevering (serie) | Titel                                                            | Titel                                                                        | Premièredatum      | productie code |
| -------------------- | ------------------ | ---------------------------------------------------------------- | ---------------------------------------------------------------------------- | ------------------ | -------------- |
| 1                    | 34                 | Een nieuwe klas / Trefbal                                        | Guide to: A New Grade and Dodgeball                                          | 24 september, 2006 | 301            |
| 2                    | 35                 | Lezen / Directeuren                                              | Guide to: Reading and Principals                                             | 1 oktober, 2006    | 302            |
| 3                    | 36                 | Populariteit / Stress                                            | Guide to: Popularity and Stress                                              | 15 oktober, 2006   | 303            |
| 4                    | 37                 | Vrij / Het schooltoneelstuk                                      | Guide to: Dismissal and The School Play                                      | 22 oktober, 2006   | 304            |
| 5                    | 38                 | Halloween / Vampieren, geesten, weerwolven en zombies            | Guide to: Halloween and Vampires, Ghosts, Werewolves & Zombies               | 29 oktober, 2006   | 305            |
| 6                    | 39                 | Kunstklas / Gevonden voorwerpen                                  | Guide to: Art Class and Lost and Found                                       | 5 november, 2006   | 306            |
| 7                    | 40                 | Maatschappijleer / Schaamte                                      | Guide to: Social Studies and Embarrassment                                   | 12 november, 2006  | 307            |
| 8                    | 41                 | De bus / Slechte haar dagen                                      | Guide to: The Bus and Bad Hair Days                                          | 26 november, 2006  | 308            |
| 9                    | 42                 | Wraak / School records                                           | Guide to: Revenge and School Records                                         | 15 januari, 2007   | 309            |
| 10                   | 43                 | De bibliotheek / Vrijwilligers                                   | Guide to: The Library and Volunteering                                       | 27 januari, 2007   | 310            |
| 11                   | 44                 | Gangen / Vrienden verhuizen                                      | Guide to: Hallways and Friends Moving                                        | 3 februari, 2007   | 311            |
| 12                   | 45                 | Jongens / Meisjes                                                | Guide to: Boys and Girls                                                     | 10 februari, 2007  | 312            |
| 13                   | 46                 | Mobiele telefoons / Houtwinkel                                   | Guide to: Cell phones and Wood shop                                          | 17 februari, 2007  | 313            |
| 14                   | 47                 | Organisatie / Extra geld                                         | Guide to: Getting Organized and Extra Credit                                 | 24 februari, 2007  | 314            |
| 15                   | 48                 | Geldinzameling / Competitie                                      | Guide to: Fundraising and Competition                                        | 10 maart, 2007     | 315            |
| 16                   | 49                 | Nieuwe vrienden maken / Positieven en negatieven                 | Guide to: Making New Friends and Positives and Negatives                     | 7 april, 2007      | 316            |
| 17                   | 50                 | Geld / Feestjes                                                  | Guide to: Money and Parties                                                  | 7 april, 2007      | 317            |
| 18                   | 51                 | Lente kriebels / Schoolkrant                                     | Guide to: Spring Fever and School Newspaper                                  | 5 mei, 2007        | 318            |
| 19                   | 52                 | Verzorging / Jaloers                                             | Guide to: Health and Jealousy                                                | 12 mei, 2007       | 319            |
| 20                   | 53                 | Toetsen / Als je iemand leuk vindt die met iemand anders uitgaat | Guide to: Tests and When You Like Someone Who Is Going Out With Someone Else | 2 juni, 2007       | 320            |
| 21/22                | 54/55              | Schoolreisjes, toestemmingsbewijzen, tekens en wezels            | Guide to: Field trips, permission slips, signs and weasels                   | 8 juni, 2007       | 321-322        |